# Amnon Rubinstein
Amnon Rubinstein (hebr.: אמנון רובינשטיין, ur. 5 września 1931 w Tel Awiwie, zm. 18 stycznia 2024 tamże) – izraelski polityk, w latach 1984–1987 minister komunikacji, w roku 1992 minister nauki i technologii, w latach 1993–1996 minister edukacji, w latach 1977–2002 poseł do Knesetu z list Szinui i Merecu. W latach 1974–1996 przewodniczący Szinui.
W wyborach parlamentarnych w 1977 po raz pierwszy dostał się do izraelskiego parlamentu. Zasiadał w Knesetach IX, X, XI, XII, XIII, XIV i XV kadencji.